# Гимназия имени А. П. Чехова
Гимна́зия имени А. П. Чехова — старейшее учебное заведение Юга России, основанное в Таганроге в 1806 году. Вторая коммерческая гимназия в Российской империи после одесской.
Раньше располагалась в центре города.

## Названия гимназии
- 1806—1837 — Таганрогская коммерческая мужская гимназия
- 1837—1865 — Таганрогская классическая мужская гимназия
- 1865—1866 — Таганрогская реальная мужская гимназия
- 1866—1913 — Таганрогская классическая мужская гимназия
- 1913—1918 — Таганрогская Александровская классическая мужская гимназия
- 1929—1935 — Фабрично-заводская школа № 2
- 1935—1994 — Средняя школа № 2 имени А. П. Чехова
- 1994—1999 — Школа-гимназия № 2 имени А. П. Чехова
- 1999—2017 — Гимназия № 2 имени А. П. Чехова
- с 2017 года — Гимназия имени А. П. Чехова

## История
Основана в 1806 году как коммерческая мужская гимназия по ходатайству таганрогского градоначальника барона Балтасара Кампенгаузена. На тот момент в России было только две коммерческие гимназии: созданная в 1804 году в Одессе (будущий Ришельевский лицей) и таганрогская гимназия.
Первым директором гимназии был назначен генерал-майор Николай Трегубов. Первоначально гимназия размещалась в здании, предназначавшемся для квартиры градоначальника и пожертвованном им для этой цели. В 1807 году в гимназию поступило 126 учеников. Первый выпуск состоялся в 1811 году.
В гимназии преподавались предметы: эстетика, риторика, грамматика, психология, логика, нравственная философия, математика, физика, технология, история, география, статистика, политическая экономия, право, естественная история, коммерция, бухгалтерия, рисование, языки ново- и древнегреческий, французский, немецкий, итальянский, латинский. Преподавание Закона Божьего было введено в 1817 году. Согласно первому уставу, введённому в России 5 ноября 1804 года, в гимназиях русский язык не изучали, полагая, что владение им само собой подразумевается. Ввели изучение русского языка только в 1819 году.

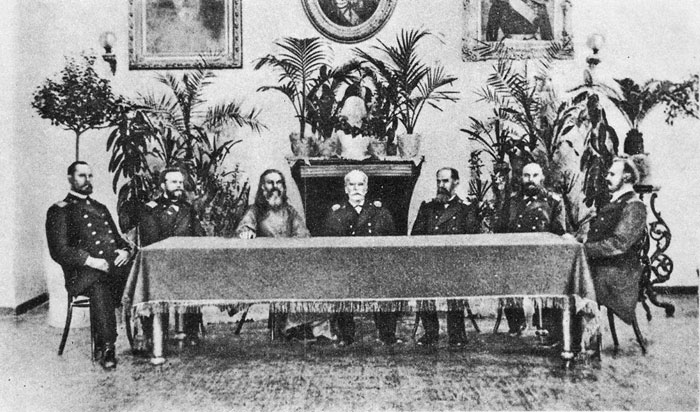
Преподаватели гимназии в актовом зале. XIX век

В 1833 году гимназия перешла в ведение одесского Ришельевского лицея, а в 1837 году преобразована в семиклассную классическую гимназию.
В 1839—1843 годах по проекту архитектора Алейникова (по другим источникам — Франц Боффо) было выстроено новое каменное здание, в котором гимназия, а впоследствии школа размещалась вплоть до 1975 года. За зданием гимназии были устроены сад и хозяйственные постройки, гимназический двор замыкала каменная стена.
В августе 1865 года гимназия получила статус реальной, но уже в феврале 1866 года Министерство народного просвещения вернуло её в ряды классических гимназий.
Во время Крымской войны гимназисты обучались военной службе для пикетирования городской береговой линии.

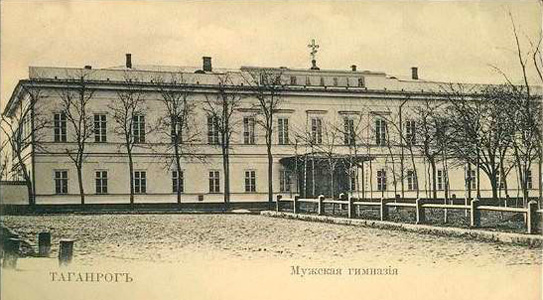
Здание гимназии и 1-й гимназический сквер

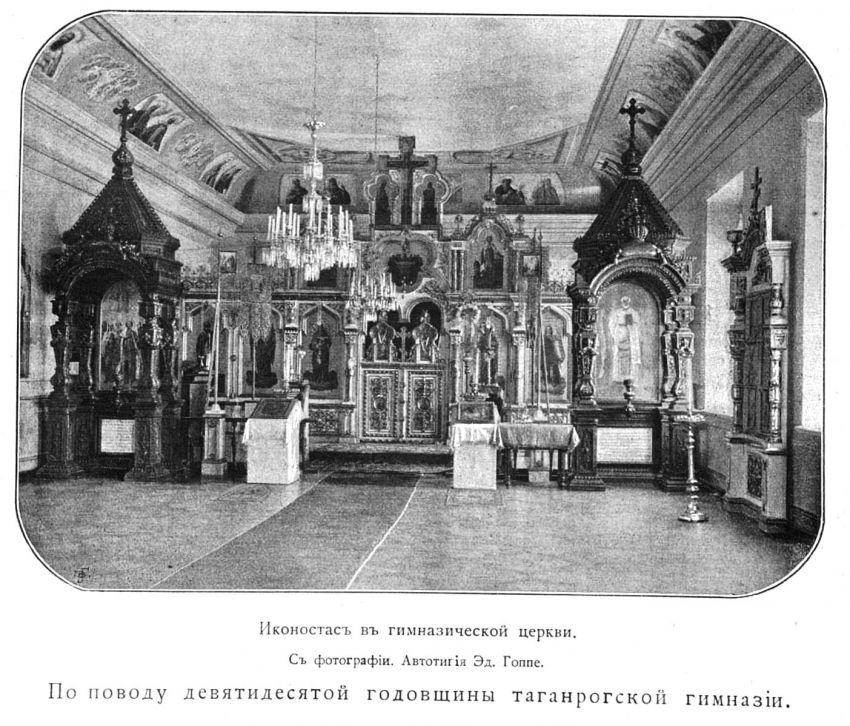
Помещение домовой церкви в гимназии

В дореволюционный период расцвет гимназии пришёлся на 1870-е годы, когда при директоре Эдмунде Рейтлингере в ней были организованы разнообразные кружки и общества, преподавали талантливые педагоги, в 1880 году в актовом зале была устроена гимназическая домовая церковь, старостой которой некоторое время был Ипполит Чайковский, брат композитора, был разбит сквер у гимназии. Среди преподавателей были Павел Филевский, автор «Истории города Таганрога», и Эдмунд Дзержинский, отец революционера Феликса Дзержинского, чье имя носит до сих пор одна из главных улиц города.
В гимназии было хорошо поставлено обучение естественным наукам: силами учеников и преподавателей велись метеорологические наблюдения, печатавшиеся в местных газетах, в кабинетах имелись новейшие приборы, телескоп; в 1872 году «Азовский вестник» сообщал о том, что «инспектор Каменский намерен познакомить таганрогскую публику с недавно приобретенным для физического кабинета гимназии фотоэлектрическим микроскопом Дюбоска». В 1878 году при гимназии был учреждён первый в городе историко-географический музей. В 1879 году преподаватель гимназии И. Островский принял участие в Шестом съезде естествоиспытателей и врачей в Петербурге. «Многие из моих сверстников покидали гимназию с горечью в душе», — вспоминал Александр Чехов. Именно гимназический законоучитель Ф. Покровский обратил внимание на литературный талант Антона Чехова и посоветовал ему псевдоним А. Чехонте, о чём тот с благодарностью вспоминал, став известным писателем.
Среди учеников гимназии прежних лет писатель А. П. Чехов, поэт Н. Ф. Щербина, архитектор и инженер Н. А. Белелюбский, художник К. А. Савицкий, композиторы С. М. Майкапар и В. Г. Захаров, артист МХАТ А. Л. Вишневский, писатели И. Д. Василенко, С.Званцев, В. Г. Тан (Богораз), поэт и музыкант В. Я. Парнах, заслуженный врач РСФСР А. А. Парфацкий, академик С. Д. Балухатый, юрист Л. Ф. Волкенштейн и мн. др.
Некоторые выпускники проявили себя на полях сражений. Гимназист Малаксианов добровольно сражался на баррикадах Парижа; гимназист, военный врач В. Кравченко был участником Цусимского сражения. Военный врач П. Трофимов участвовал в трёх войнах и был награждён многими боевыми наградами Российской империи.
15 ноября 1917 года в Таганрог прибыла 3-я Киевская школа прапорщиков, переведенная из Киева, и часть юнкеров была расквартирована в здании гимназии. С февраля 1918 года власть в Таганроге неоднократно менялась.
Последний выпуск Таганрогской мужской классической гимназии состоялся в 1918 году.
С 1920 по 1925 год в стенах гимназии располагалась Высшая кавалерийская школа Первой Конной Армии.
В 1920 году городской Совет с целью облегчить материальное положение школ города передал школу № 2 Таганрогскому металлургическому заводу. До этого момента школа, в которой обучались дети рабочих, находилась в ведении гороно. Учителя в то время получали заработную плату натурой: пуговицами, обувью, кожей. Металлургический завод перевёл учителей на денежную зарплату и взял на себя обеспечение учащихся питанием. При школе было организовано двухразовое питание для более чем 1000 детей. В 1921 году при школе было создано вечернее отделение для взрослых. В 1924 году школу вернули в ведение гороно.
В 1929 году в здании гимназии разместилась фабрично-заводская школа № 2, и уже в 1931 году состоялся выпуск этой школы-девятилетки.
Имя А. П. Чехова школа получила в 1935 году, в год празднования 75-летия со дня рождения писателя. В связи с этим событием школу посетили М. П. Чехова, О. Л. Книппер-Чехова.
Выпускники 1941 года стали участниками Таганрогского подполья, которое возглавил Семён Морозов — учитель школы. Ю. Пазон, Н. Трофимова, С. Вайс, Н. Кузнецов, А. Назаренко, бывшие ученики школы, были арестованы и расстреляны. Все они были посмертно награждены орденами и медалями.
Участвовали в военных действиях и удостоены звания Героя Советского Союза И. К. Голубец, Б. М. Ривкин, И. В. Купин, Б. Н. Тихонов.
Восстановлена школа была в 1949 году.
В 1950 году по инициативе И. И. Бондаренко, силами учителей и школьников, был создан музей истории школы, работающий и по сегодняшний день.
Среди выпускников послевоенных лет — писатели и поэты Б. Изюмский, И. М. Бондаренко, И. Котенко, И. И. Бондаренко, Е. Горбань, актёр З. Высоковский, академик, лауреат Государственной премии А. А. Самарский, архитектор И. А. Покровский, академик, профессор Ю. А. Берлин, киновед и кинокритик, главный редактор журнала «Экран» В. П. Демин и др.
В 1963-65 годах школа № 2 стала участницей ВДНХ по разделу краеведческого воспитания и была удостоена диплома I степени. Участники выставки получили две золотые и шесть бронзовых медалей. В школе проводилась экспериментальная работа по краеведческому воспитанию младших школьников.
В 1974 году на базе школы состоялась 1-я Всесоюзная научно-практическая конференция по проблемам нравственного воспитания.
В 1975 году уроки начались в новом четырёхэтажном здании, построенном рядом со старой гимназией к 115-летию со дня рождения А. П. Чехова. А в здании старой гимназии открылся литературный музей А. П. Чехова, размещавшийся до этого в городской библиотеке. Новое здание школы по проекту было рассчитано на 960 учеников.
В 1984 году начато обучение детей шестилетнего возраста. Опыт работы с шестилетками в настоящее время используется в «Школе раннего развития», организованной для детей 5-6 лет.
В 1988 году вводится в практику система развивающего обучения в сотрудничестве с лабораторией «Одарённые дети» Института Психологии РАО.
В 1994 году усилиями директора школы Н. И. Романченко и всего педагогического коллектива школе № 2 был присвоен статус школы-гимназии.
С 1995 года издается журнал детского творчества «Зеленый щит» (ред. Э. Н. Плужникова).
За педагогическое мастерство и творческий поиск коллектив школы-гимназии № 2 им. А. П. Чехова стал лауреатом Всероссийских конкурсов «Школа года-96» и «Школа года-97», а также «Лучшие школы России-2008».
В 1999 году средняя школа № 2 имени А. П. Чехова была зарегистрирована как гимназия и в процессе аккредитации подтвердила свой статус образовательного учреждения повышенного уровня.
Гимназия имеет естественно-математическое и гуманитарное направления, тесно сотрудничает с преподавателями ТГПИ, ЮФУ.
Школа располагает психолого-педагогической, логопедической и валеологической службами.
В Таганрогском рейтинге образовательных учреждений гимназия № 2 имени А. П. Чехова несколько лет подряд занимала I место (в 2004, 2005 и 2006 годах).
27 ноября 2006 года в зале городского Таганрогского драматического театра имени А. П. Чехова состоялся торжественный вечер, посвящённый 200-летнему юбилею гимназии. К юбилею был создан документальный фильм об истории гимназии и издана подарочная книга «Два века Таганрогской гимназии», в которой отражены основные вехи истории учебного заведения. В основу издания положены материалы, фото, документы из фондов музея истории гимназии, воспоминания учителей и выпускников. Отдельная глава повествует о современной Чеховской гимназии, деятельности педагогического коллектива и достижениях учителей и гимназистов. Материалы издания используются историками и краеведами.
В 2008 году гимназия вошла в реестр «Лучшие школы России».

## Здания гимназии

### Старое здание
Правое, западное двухэтажное крыло было пристроено к центральному зданию гимназии в 1904 году. В 1994 году западное крыло старого здания гимназии, в котором с 1975 года располагалась Таганрогская детская художественная школа, было признано аварийным по причине проседания здания. Главой администрации Таганрога С. И. Шило 20 января 1994 года было подписано постановление № 102 «О ремонтно-восстановительных работах в детской художественной школе». Капитальный ремонт правого крыла здания старой гимназии не был проведён, и в 1995 году детская художественная школа экстренным порядком была временно переведена в здание бывшего детского сада по ул. Р. Люксембург, 153, где и находится по настоящее время.
Спустя три года, в 1998 году, правое крыло здания передали сначала спорткомитету Таганрога, а затем — Литературному музею А. П. Чехова. В настоящий момент площади бывшей детской художественной школы занимает Южно-Российский научно-культурный центр А. П. Чехова.
Левое, восточное крыло старого здания было пристроено к центральному зданию гимназии в 1954 году. Несущие балки строящегося крыла при строительстве уложили на торцовую стену центральной части гимназии, тем самым создав на эту стену дополнительную ненормативную нагрузку. И все последующие годы эта ошибка проектирования напоминала о себе повышенным трещинообразованием. Не устранили эту ошибку и в ходе последующих реконструкций. Особенно остро это проявилось в 2010 году, одновременно с разрушением парадного входа в новое четырёхэтажное здание гимназии № 2 им. А. П. Чехова.

### Новое здание и его демонтаж
В конце мая 2010 года стены одноэтажного строения, в котором размещался парадный вход в новую гимназию, рекреация и гардеробные помещения, покрылись множественными трещинами. Пристройку в экстренном режиме демонтировали силами «Таганрогстальконструкции». Как констатировали эксперты таганрогского «Приазовского строительно центра» и ростовской компании «Алектич», специализирующейся в области оснований, фундаментов и геотехники, «причиной разрушений послужили обильные осадки и подъём грунтовых вод». Как заявил заместитель главы администрации Таганрога по вопросам архитектуры и градостроительства Игорь Вибе, «результатом несовершенного конструктивного решения, а также усиления конструкции без усиления фундамента и стала неравномерная просадка. Ослабление несущей способности основания здания повлекло за собой потерю устойчивости надземных конструкций одноэтажного блока». По заверениям представителей городской администрации, «к новому учебному году у детей будет новое здание». Однако вплоть до мая 2013 года вместо нового здания вход в гимназию украшал лишь забор, огораживавший место демонтированной пристройки. Занятия в школе продолжались вплоть 20 мая 2013 года.
В мае 2013 года администрация Таганрога неожиданно объявила о принятом решении по сносу четырёхэтажного здания Гимназии № 2 имени А. П. Чехова. Педагогам, ученикам, родителям сообщили о прекращении занятий 20 мая. Комиссия по чрезвычайным ситуациям при администрации города признала здание гимназии № 2 неисправимо аварийным. Комиссия ссылалась на заключение, выданное проектным институтом, выполнявшим полный комплекс проектно-изыскательных работ для укрепления здания. Окончательное решение по демонтажу здания было принятое мэром города Владимиром Прасоловым по настоянию специалистов.
Администрация Таганрога решает вопрос о судьбе гимназии: либо строительство нового здания школы в центральном районе, либо, если Министерство образования Ростовской области пойдет навстречу, школа займет одно из зданий, подведомственных министерству. Для возможной реконструкции разрушающегося корпуса, согласно заявлению заместителя главы администрации Алексея Дранникова 30 мая 2013 года, пришлось бы потратить около 120 миллионов рублей, но четкого понимания по этому вопросу у городских властей нет.
Причиной аварийной ситуации администрация города считает аварию водопроводных сетей в 2010 году, «вследствие чего образовалась воронка». Также утверждалось, что здание было построено на месте «бывшего русла небольшой речки», и что под зданием «образовалась промоина до 15 метров в диаметре». По другим данным, «под гимназией образовалась воронка глубиной 15 метров». Представитель администрации заявил, «что северная сторона гимназии просела на 54 сантиметра. Каждый месяц из-за смещения грунта здание оседает на несколько миллиметров». В то же время один из экспертов заявил, что на 54 сантиметра «клюнул» один из углов здания. Областная газета «Наше время» даже заявила, что «поползла под землю вся школа-гимназия № 2».

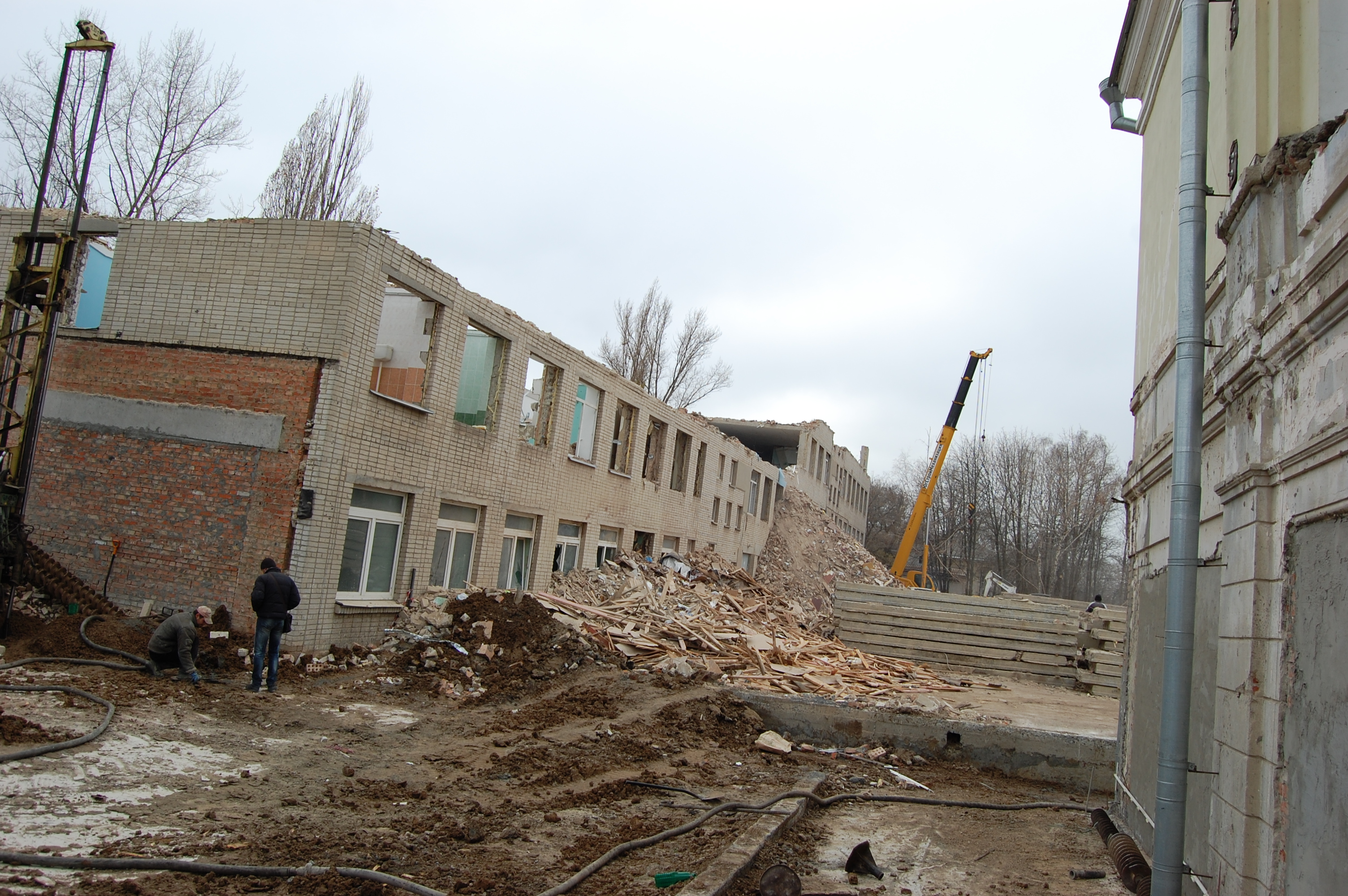
Снос здания гимназии № 2, ноябрь 2013 года

Существует также версия о том, что грунт под входом в гимназию «поплыл» после того, как по предписанию службы безопасности Президента РФ Д. А. Медведева, собиравшегося посетить гимназию в связи с чеховскими юбилейными торжествами, в январе 2010 года был спилен огромный старый тополь, росший неподалёку в школьном дворе. Мощная корневая система тополя «вытягивала» воду из грунта, не давая ей скапливаться.
24 июня 2013 года гимназию № 2 в рамках своего визита в Таганрог посетил Губернатор Ростовской области Василий Голубев, после чего было объявлено о выделении из областного бюджета 20 миллионов рублей на демонтаж здания. При этом, по утверждению администрации, строительство «коробки» нового современного здания будет стоить 300 млн рублей, ещё примерно столько же — его оснащение. Губернатор Василий Голубев дал поручение уже на этом этапе определить, что может быть на месте снесенного здания, для чего специалисты должны произвести соответствующие изыскания и дать заключение.
1 ноября 2013 года строители приступили к сносу здания Гимназии № 2 им. А. П. Чехова. Снос начали со здания спортзала и столовой. К концу 2013 года здание гимназии было полностью демонтировано.
17 декабря 2013 года Комитетом архитектуры и градостроительства Таганрога на заседании постоянной комиссии Городской Думы Таганрога по бюджету, налогам и экономической политике депутатам была представлена идея таганрогских властей разместить на месте снесённого в декабре 2013 года здания Гимназии стелу «Город воинской славы».

### Строительство нового здания
В апреле 2014 года мэром Таганрога Владимиром Прасоловым было объявлено, что строительство нового здания гимназии № 2 займёт около 20 месяцев и обойдётся в 1,2 миллиарда рублей.
В августе 2014 года посетивший Таганрог заместитель председателя правительства РФ Аркадий Дворкович одобрил рассматриваемое Администрацией города место для строительства гимназии по адресу Красная площадь 26, напротив сквера с памятником А. П. Чехову. Проект предполагает строительство гимназии на 1200 мест. При этом есть трудности с оформлением документов, поскольку расположенный рядом стадион находится в федеральной собственности.
В 2016 году в прессе появилась информация, будто Администрация Таганрог решила выстроить гимназию № 2 им. А. П. Чехова в новом микрорайоне Софьино, на окраине города. Для размещения здания Гимназии им. А. П. Чехова принят земельный участок с кадастровым номером 61:26:0600024:2962.
30 августа 2016 года по результатам проведения открытого конкурса «Разработка проектной документации (привязка типовой проектной документации) на строительство общеобразовательной организации вместимостью 1340 учащихся, по адресу: Ростовская область, г. Таганрог, ул. Галицкого, 49-б.» определен победитель ПАО «Южтрубопроводстройпроект». Цена заключённого контракта на проектные работы — 7 840 000,00 рублей.
В апреле 2017 года городская Дума согласовала решение и вопросы по присоединению к Гимназии № 2 им. А. П. Чехова средней школы № 29, расположенной на улице Ломакина, в достаточно отдалённом от центра старого города месте. В здание школы № 29 в итоге и была переведена гимназия.

## Количество учащихся
Список учеников, поступивших в гимназию при её открытии в 1807 году, включал 126 человек.
Проектное количество учащихся в новом здании школы, сданной в эксплуатацию в 1975 году — 960 человек.
| Год             | 1807 | 1920 | 1975 | 1982 | 2013 | 2014 | 2017 |
| Тенденция       | —    | ▲    | ▼    | ▲    | ▼    | ▼    | ▲    |
| Кол-во учеников | 126  | 1000 | 960  | 1150 | 800  | 450  | 659  |

## Старые и современные виды гимназии

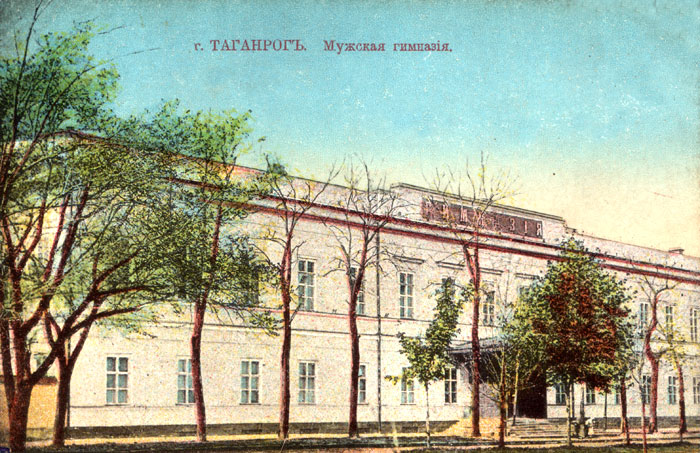
Мужская гимназия на старой открытке, XIX век
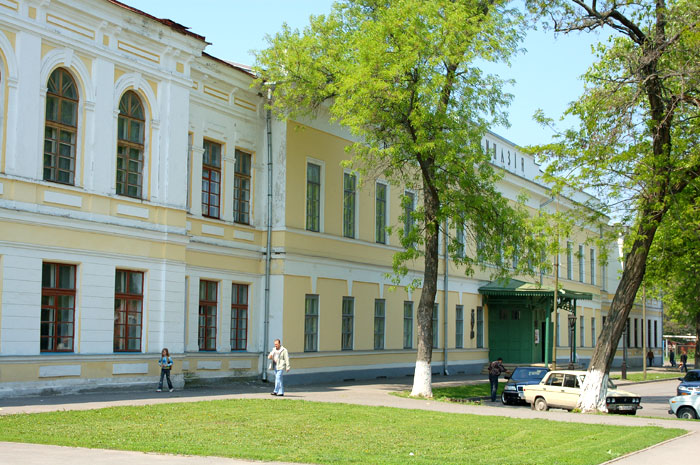
Литературный музей «Чеховская гимназия», 2006
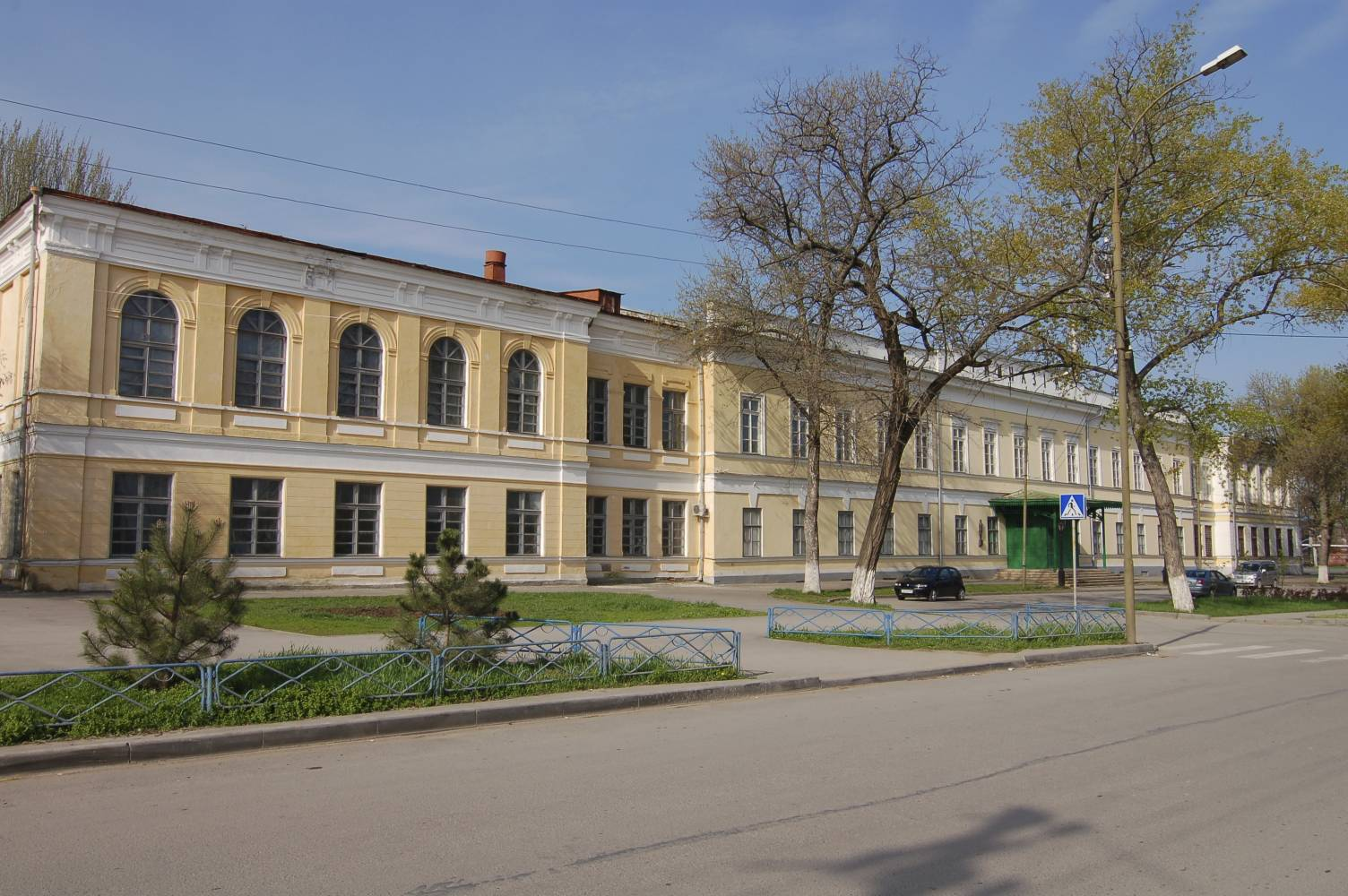
Литературный музей «Чеховская гимназия», 2008
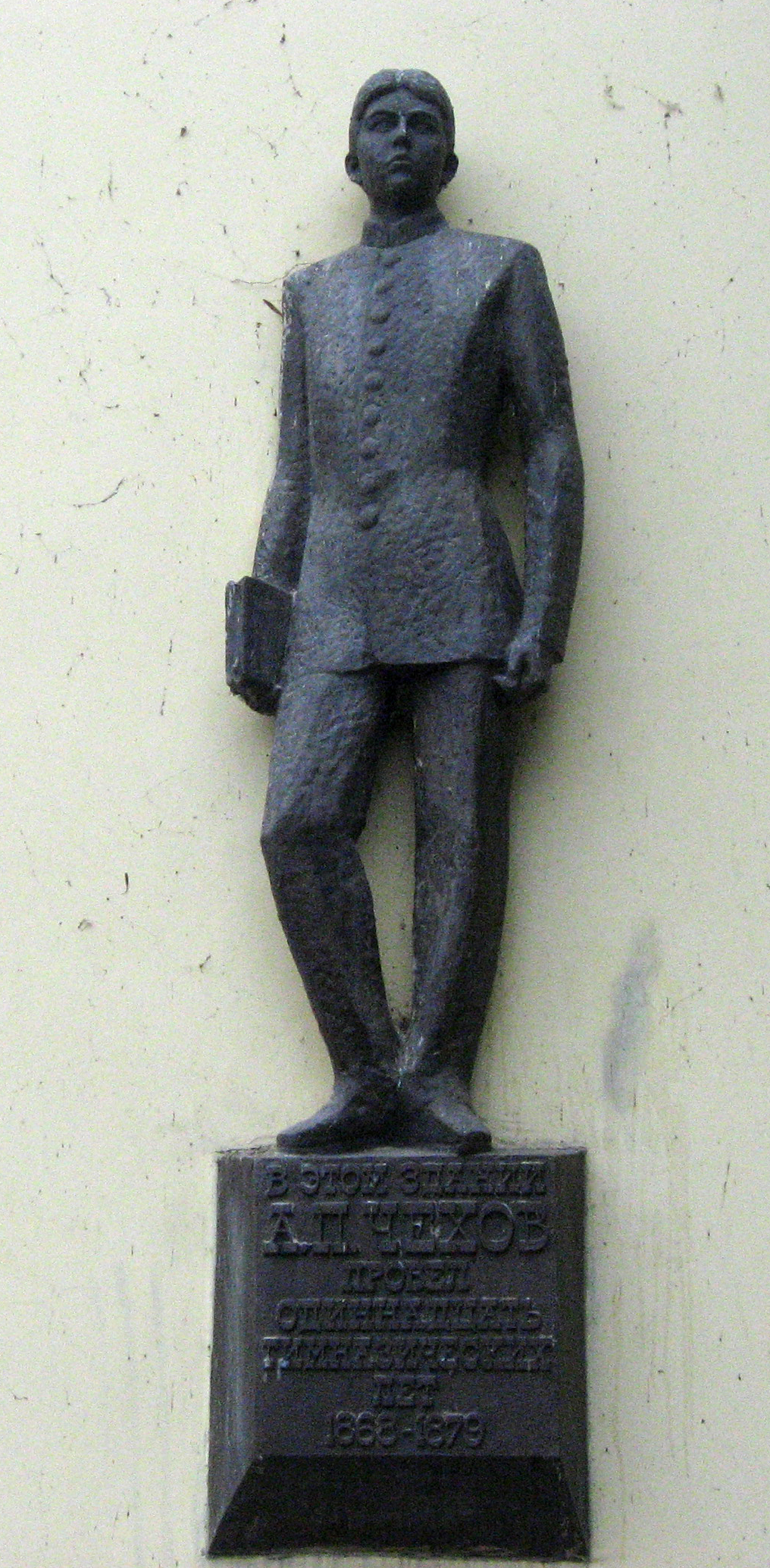
Скульпт. изображение Антона Чехова на фасаде гимназии
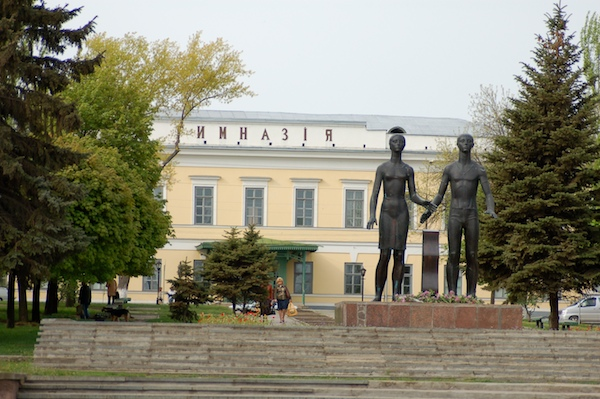
Вид на гимназию со стороны Спартаковского пер., 2007

## Руководители гимназии
- с 2017 по наст. время — Лисицына, Наталья Викторовна[55]
- с 2012 по 2017 — Месникьян, Людмила Анатольевна[56]
- с 2010 по 2012 — Юрченко, Оксана Петровна
- с 2007 по 2010 — Шевченко, Ольга Вячеславовна
- с 1986 по 2007 — Романченко, Надежда Ивановна[57]
- с 1982 по 1986 — Недоступ, Иван Николаевич
- с 1972 по 1982 — Иконникова, Александра Гавриловна[10]
- с 1947 по 1972 — Калашников, Григорий Степанович[57]
- с 1939 по 1941 — Шор, Моисей Израилевич
- с 1937 по 1939 — Година, Е. И.
- с 1933 по 1937 — Куликов, ??? ???
- с 1930 по 1933 — Голубенко, Тимофей Герасимович
- с 1925 по 1930 — Наумов, ??? ???
- с 1920 по 1925 — Дранников, ??? ???
- с ???? по 1920 — Хижняк, ??? ???
- с 1914 по 1915 — Костынев, Василий Васильевич
- с 1905 по 1914 — Знаменский, Михаил Петрович, действительный статский советник.
- с 1905 по 1905 — ?????
- с 1903 по 1905 — Гусаковский, Алексей Назарьевич
- с 1890 по 1903 — Громачевский, Александр Лукич
- с 1884 по 1889 — Нейкирх, Генрих Иванович
- с 1873 по 1884 — Рейтлингер, Эдмунд Рудольфович
- с 1865 по 1873 — Порунов, Николай Николаевич
- с 1863 по 1865 — Веребрюсов, Степан Иванович
- с 1858 по 1863 — Предтеченский, Александр Алексеевич
- с 1850 по 1858 — Смоленский, ??? ???
- с 1841 по 1850 — Флоренсов, Яков Сергеевич
- с 1841 по 1841 — Фавицкий (Фавинский), ??? ???
- с 1837 по 1841 — Ветринский, Иродион Яковлевич
- с 1833 по 1837 — Бабичев, Андрей Кондратьевич
- с 1808 по 1833 — Манне, Адольф Богданович
- с 1807 по 1807 — Флуки, Иосиф Михайлович
- с 1806 по 1807 — Трегубов, Николай Яковлевич